# Knott's Berry Farm
Pour les articles homonymes, voir Knott's.
Knott's Berry Farm est un parc à thèmes situé à Buena Park en Californie, aux États-Unis. Il est la propriété du groupe Cedar Fair Entertainment.

## Histoire
Dans les années 1920, Walter Knott (1889-1981) et sa famille vendent des baies en bord de route près de la California State Route 39, près de la petite ville de Buena Park. Dans les années 1930, Walter Knott fut l'un des premiers à cultiver les mûres de Logan (Rubus ×loganobaccus), une combinaison entre les framboises et la ronce commune et les boysenberry, hybride entre les framboises, les mûres et les mûroises.
En 1934, il épouse Cordelia Hornaday (1890-1974). Ensemble ils ouvrent alors un petit restaurant où ils commencent par servir des plats accompagnés pour dessert de tartes aux mûres.
La route 39 sur laquelle ils étaient installés devint très rapidement un axe majeur nord-sud. Le restaurant devint alors un endroit très prisé des voyageurs puisqu'il se plaçait exactement sur la route de 2 heures qui reliait Los Angeles et les plages du Comté d'Orange.
Au fil des années, le succès étant toujours au rendez-vous, les files d'attentes se faisait bien souvent jusqu'à l'extérieur du restaurant. Pour divertir ses clients, Walter construisit une ville fantôme en 1940 en utilisant des bâtiments rapatriés de vraies vieilles villes abandonnées, tel que Calico en Californie ou Prescott en Arizona. Puis arrivèrent les premières attractions et animations ; le tour de train, Calico Mine Ride, concours du plus grand mangeur de tartes aux mûres.
Quand, en 1955, le parc Disneyland fut construit à Anaheim, une ville voisine, les deux parcs ne se sont pas considérés comme des concurrents directs, du fait de la nature différente de chacun. Walter Knott et Walt Disney ont eu un rapport cordial, et ont même travaillés ensemble sur un certain nombre de projets pour la communauté.
C'est en 1968 que la ferme de la famille Knott est fermée et que commence réellement l'aventure de Knott's Berry Farm en tant que parc de loisirs. En 1995, la famille Knott vend la partie restauration de l'entreprise à ConAgra Foods et en 1997 vend le parc d'attractions au groupe Cedar Fair Entertainment. Depuis cette date, la face du parc a énormément changée. Les montagnes russes dominent à présent le parc lui faisant perdre son atmosphère et son esprit plus rustique de ses débuts.

## Le parc d'attractions
Le parc est divisé en 6 zones :
- Ghost Town

C'est la zone la plus ancienne du parc. La plupart des bâtiments sont ceux montés par Walter pendant les années 1940/1950.
- Fiesta Village
- The Boardwalk

Décoré à l'origine comme un camp gitan, il fut modifié pour accueilli aujourd'hui la majorité des attractions à sensations.
- Camp Snoopy

C'est la zone destinée aux enfants. Elle est basée sur le personnage de Charles Monroe Schulz, le célèbre chien Snoopy. Il est la mascotte de Knott's Berry Farm et de la plupart des autres parcs du groupe de Cedar Fair Entertainment depuis 1983.
- Wild Water Wilderness
- Indian Trails

Zone ajoutée au parc le plus récemment, elle ne contient pas d'attractions, mais présente l'artisanat et la culture des indiens d'Amérique.

## Principales attractions

### Les montagnes russes
| Nom de l'attraction                | Type                                            | Constructeur                  | Année |
| ---------------------------------- | ----------------------------------------------- | ----------------------------- | ----- |
| Montezooma's Revenge               | Montagnes russes navette                        | Anton Schwarzkopf             | 1978  |
| Jaguar!                            | Montagnes russes assises                        | Zierer                        | 1995  |
| GhostRider                         | Montagnes russes en bois                        | Custom Coasters International | 1998  |
| Xcelerator                         | Montagnes russes lancées Hyper montagnes russes | Intamin                       | 2002  |
| Silver Bullet                      | Montagnes russes inversées                      | Bolliger & Mabillard          | 2004  |
| Sierra Sidewinder                  | Montagnes russes tournoyantes                   | Mack Rides                    | 2007  |
| Pony Express                       | Montagnes russes de motos                       | Zamperla                      | 2008  |
| Coast Rider                        | Wild Mouse                                      | Mack Rides                    | 2013  |
| HangTime                           | Montagnes russes assises                        | Gerstlauer                    | 2018  |
| Snoopy's Tenderpaw Twister Coaster | Montagnes russes junior                         | Zamperla                      | 2024  |

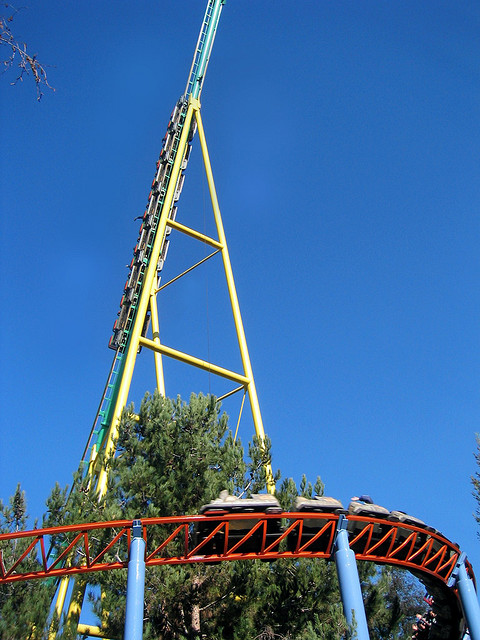
Montezooma's Revenge
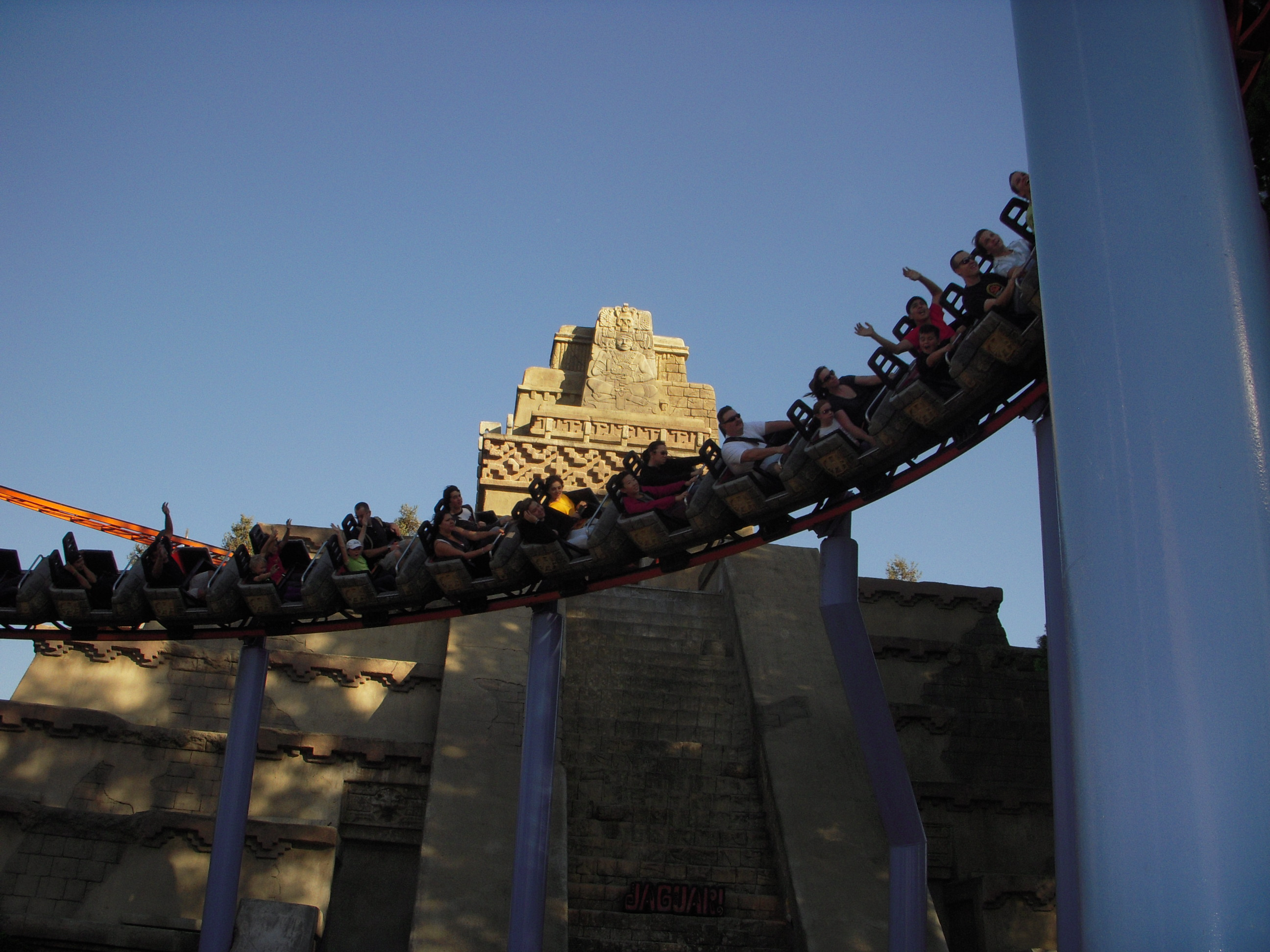
Jaguar!
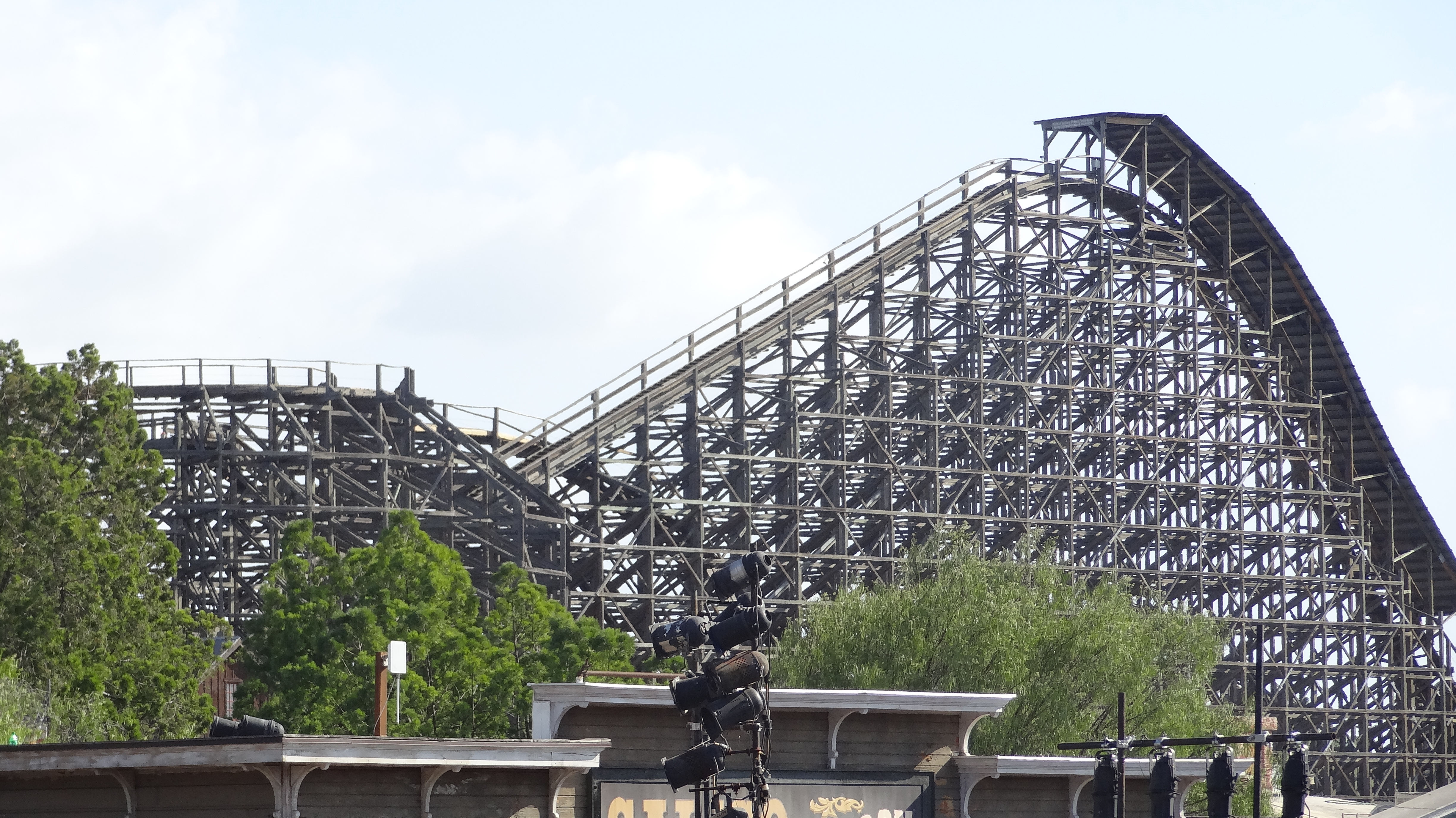
GhostRider
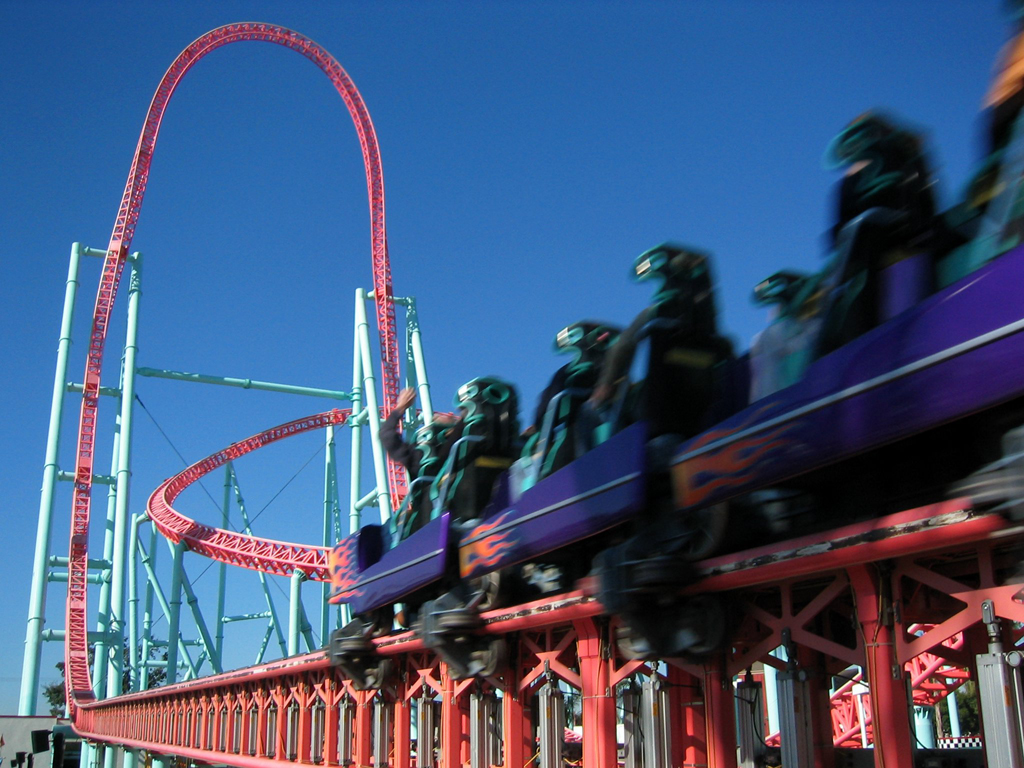
Xcelerator
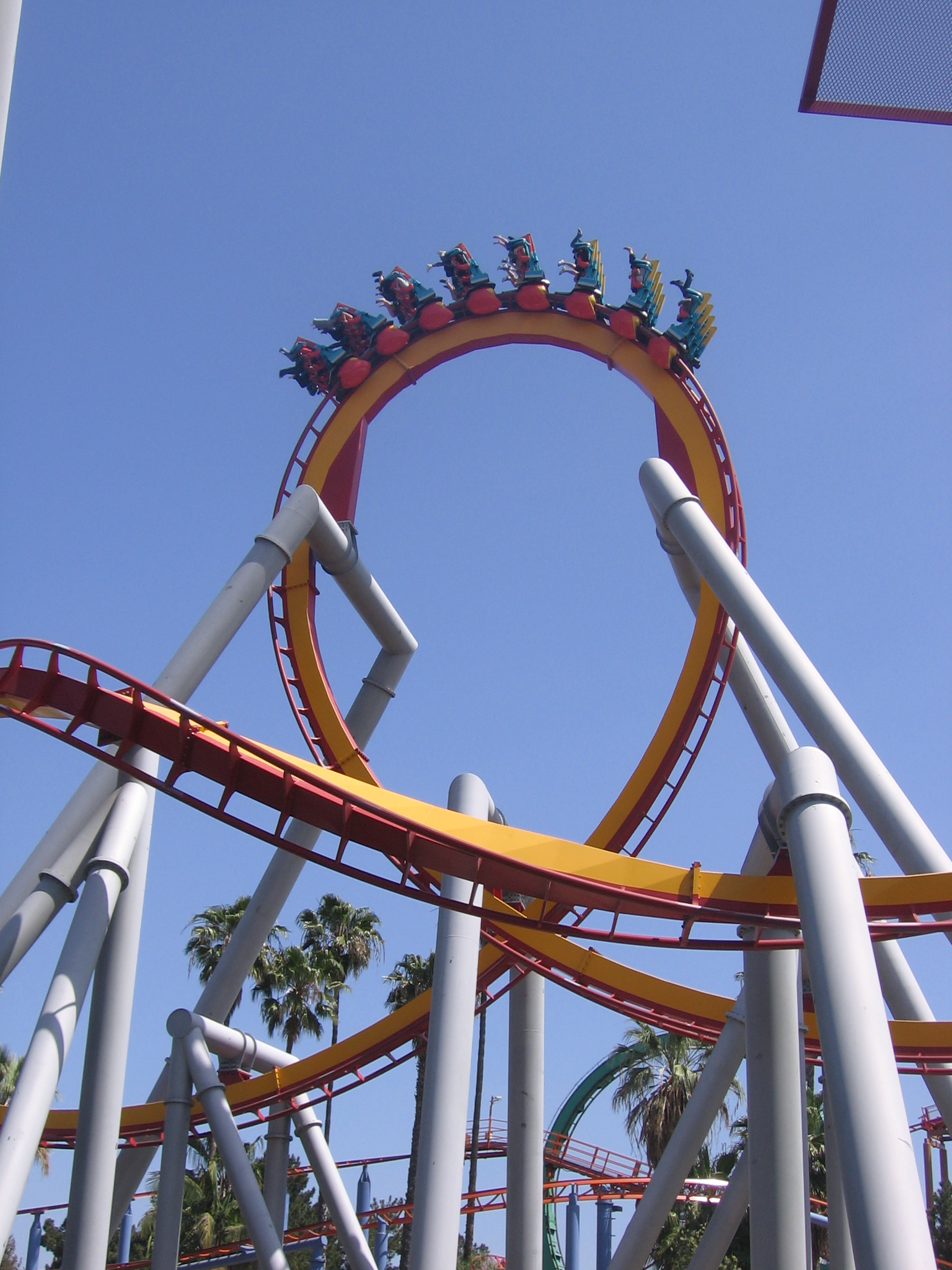
Silver Bullet
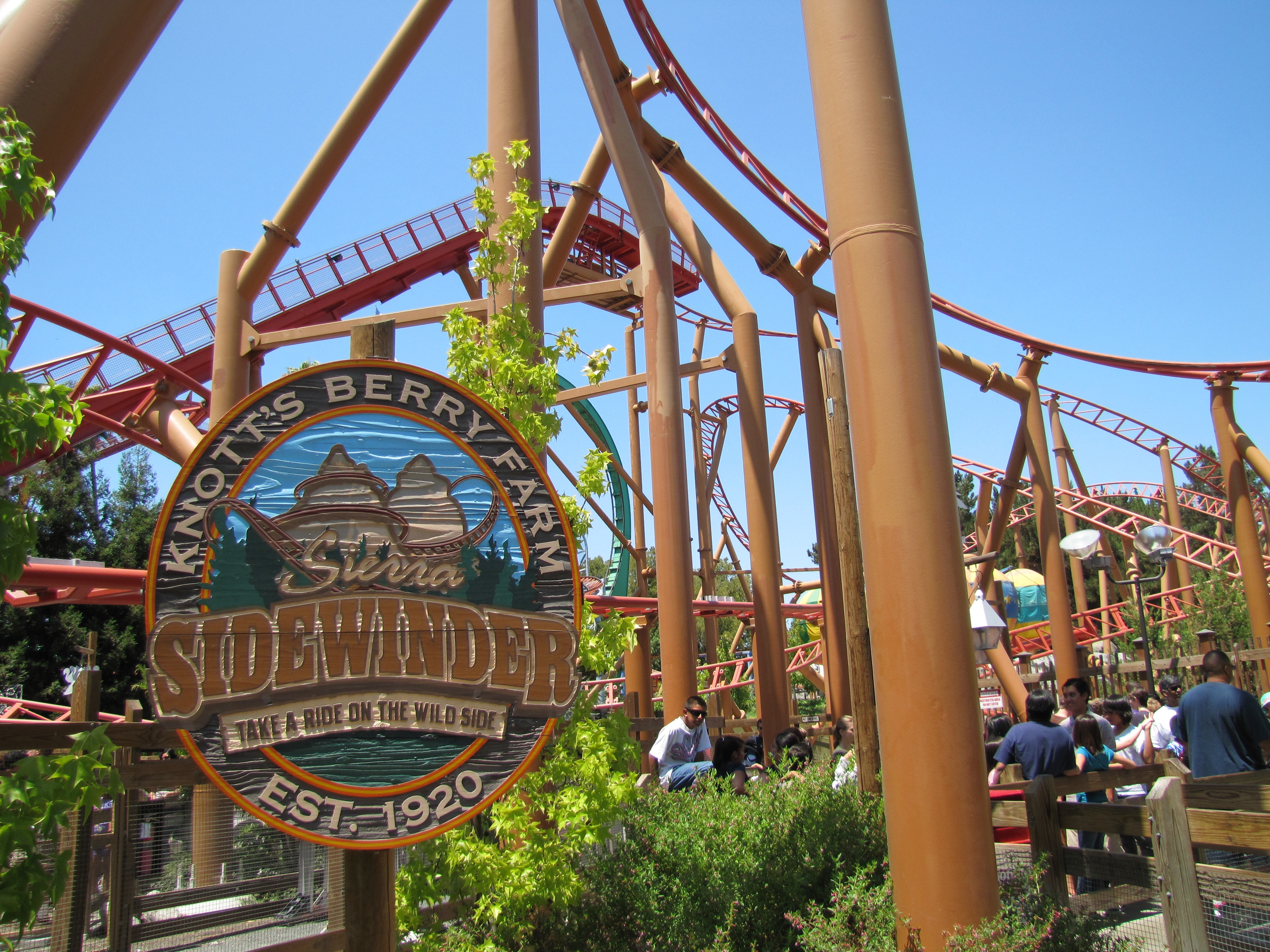
Sierra Sidewinder
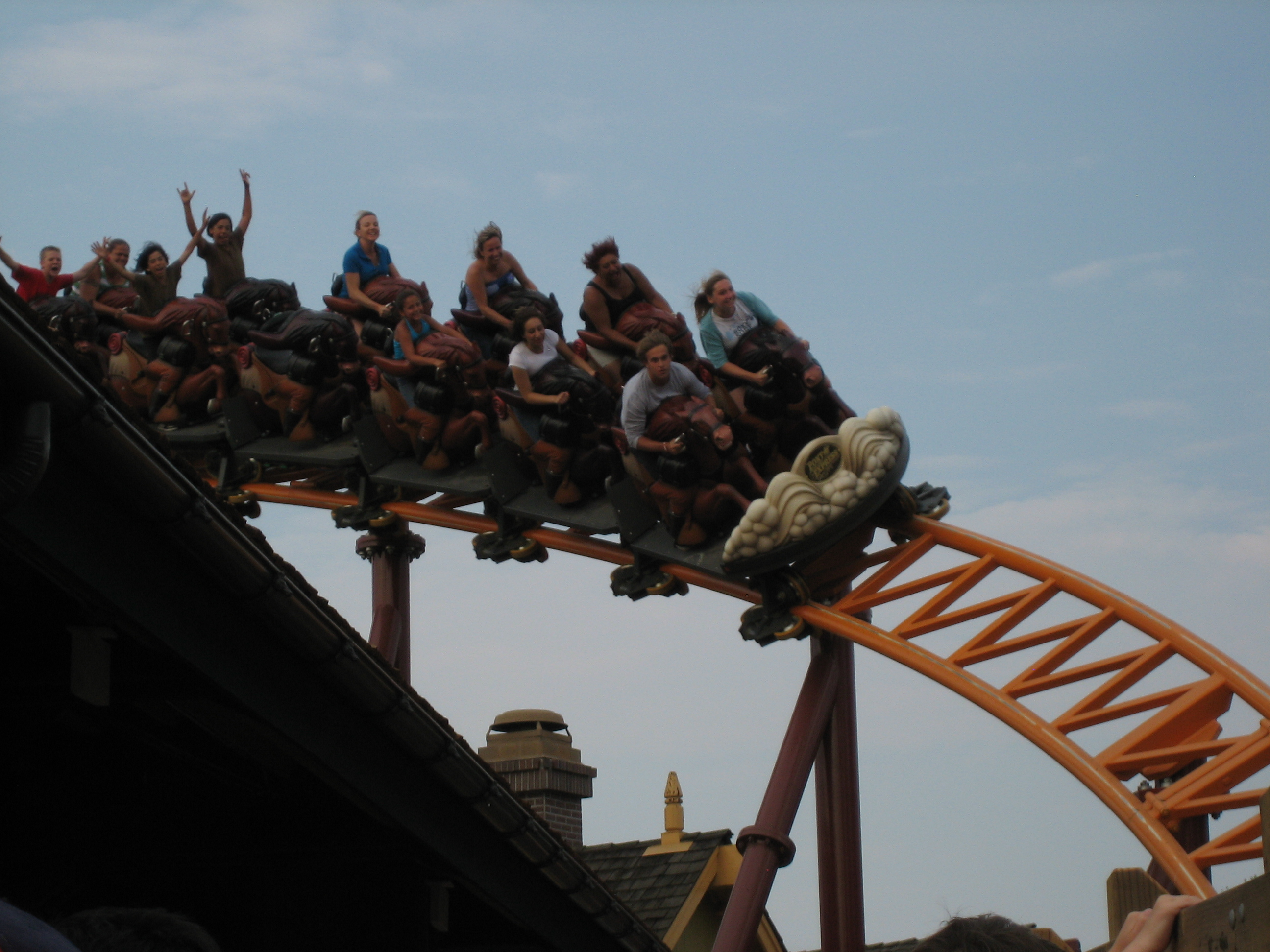
Pony Express
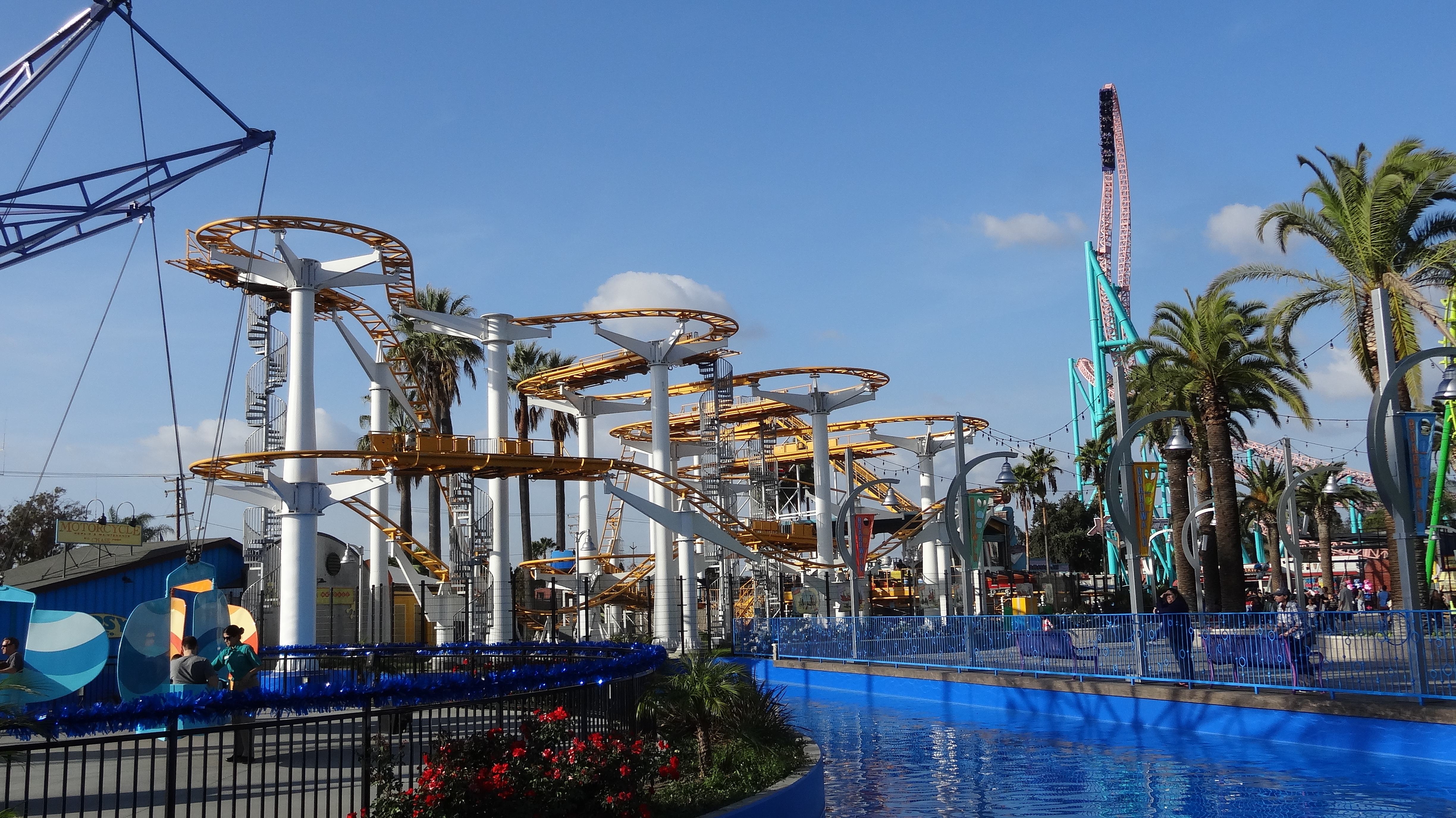
Coast Rider
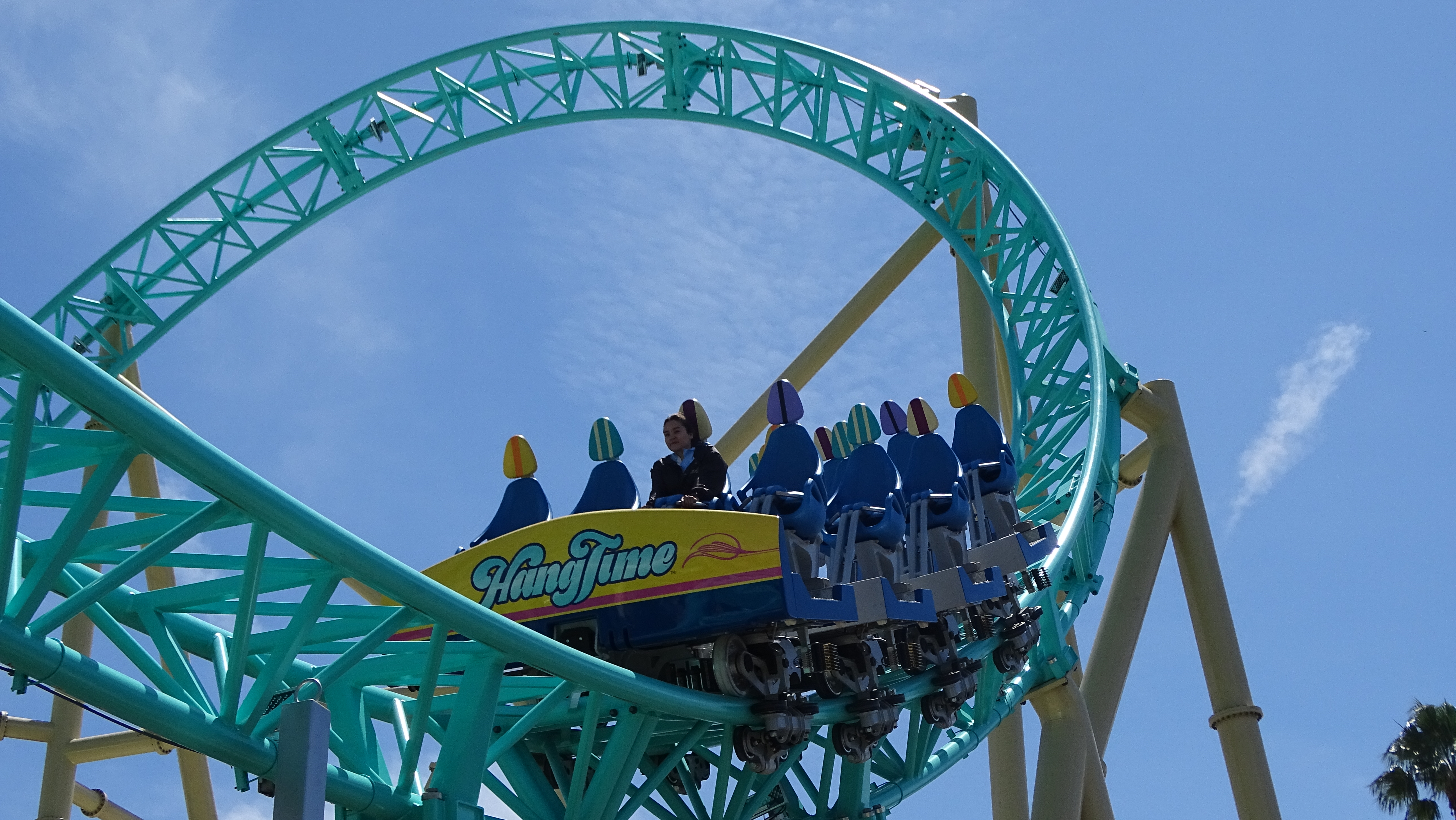
HangTime
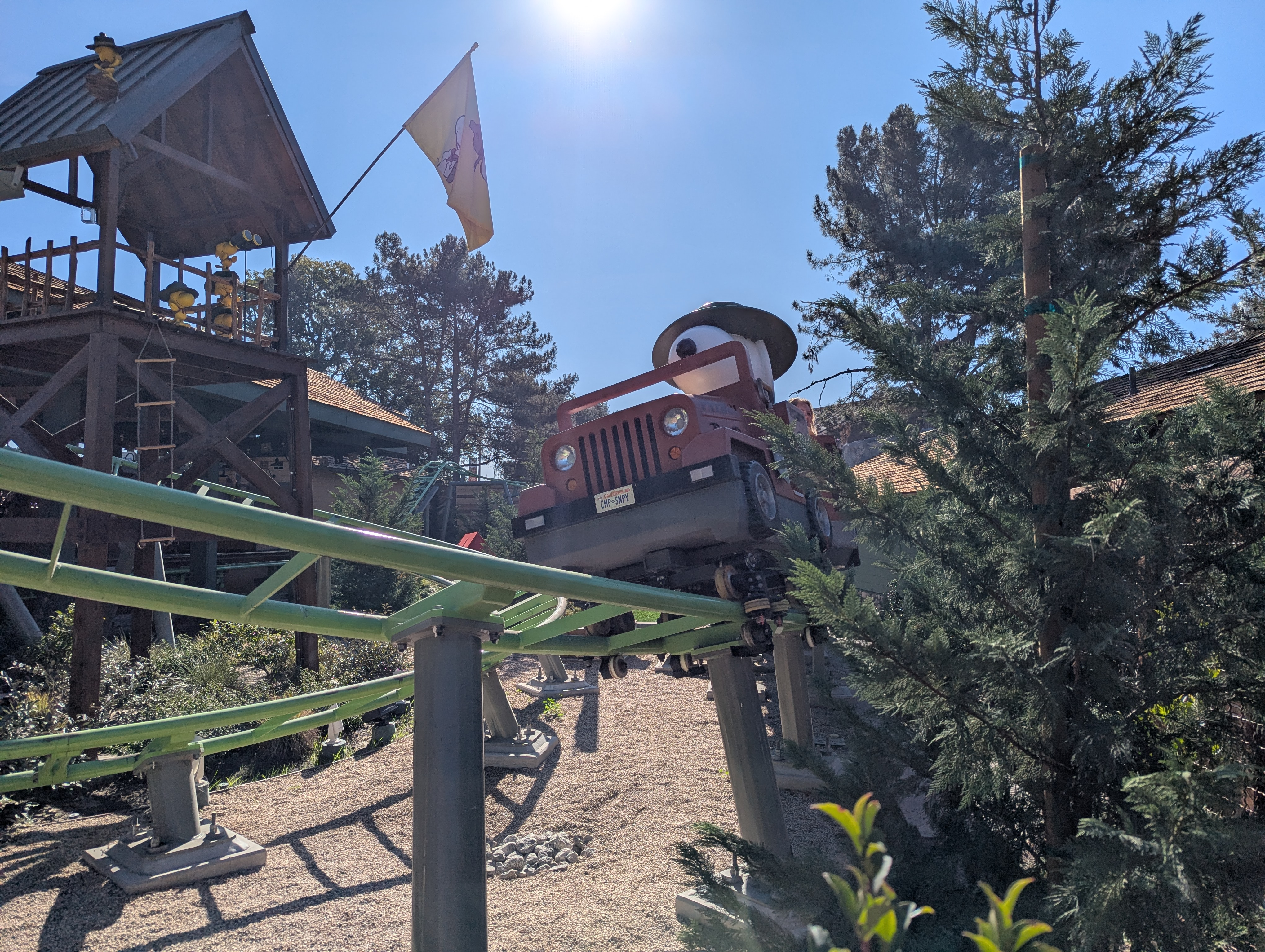
Snoopy's Tenderpaw Twister Coaster

### Les attractions aquatiques
| Nom                                               | Type                     | Constructeur   | Année |
| ------------------------------------------------- | ------------------------ | -------------- | ----- |
| Calico River Rapids (anciennement Bigfoot Rapids) | Rivière rapide en bouées | Intamin        | 1988  |
| Timber Mountain Log Ride                          | Bûches                   | Arrow Dynamics | 1969  |

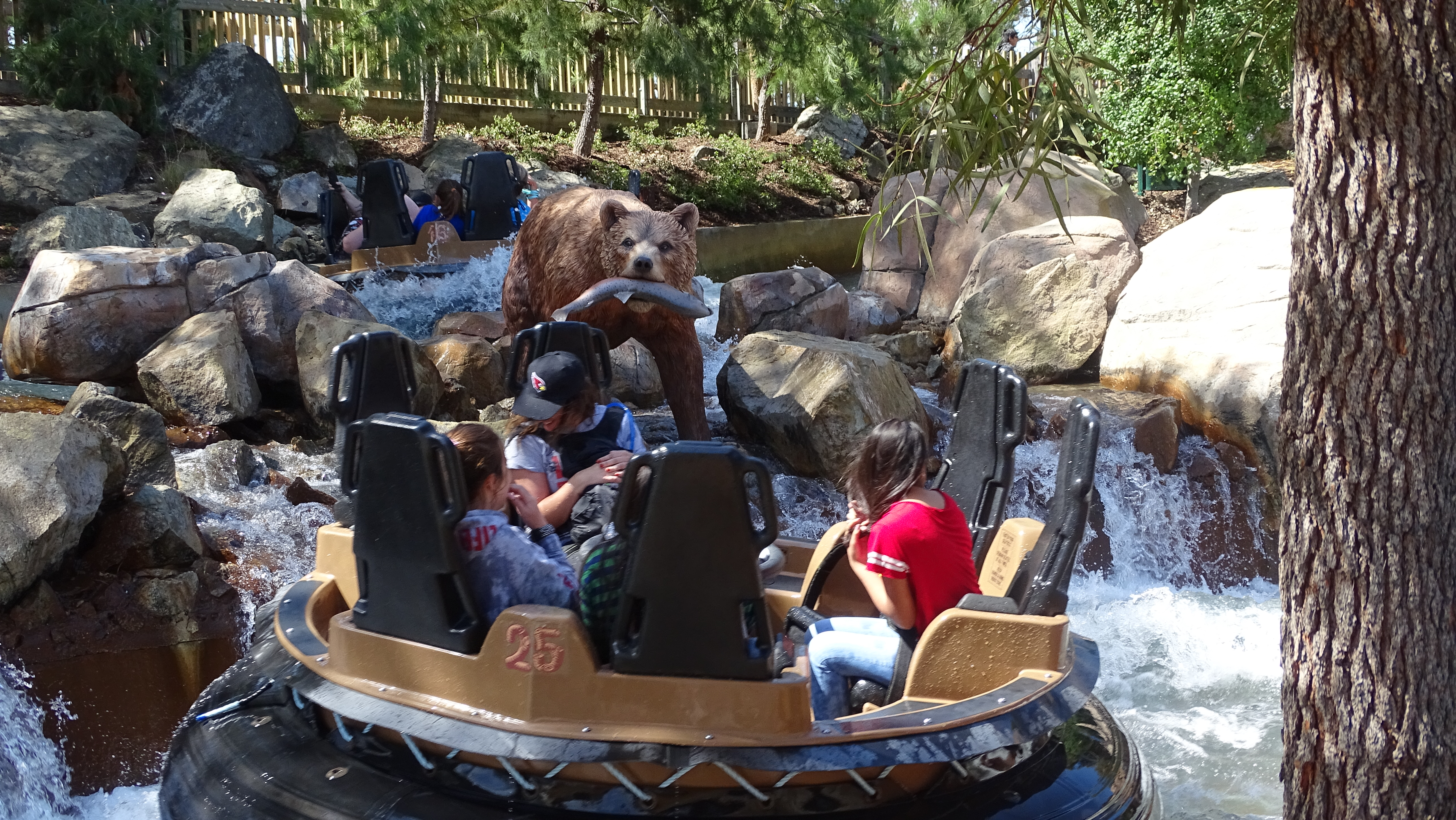
Calico River Rapids
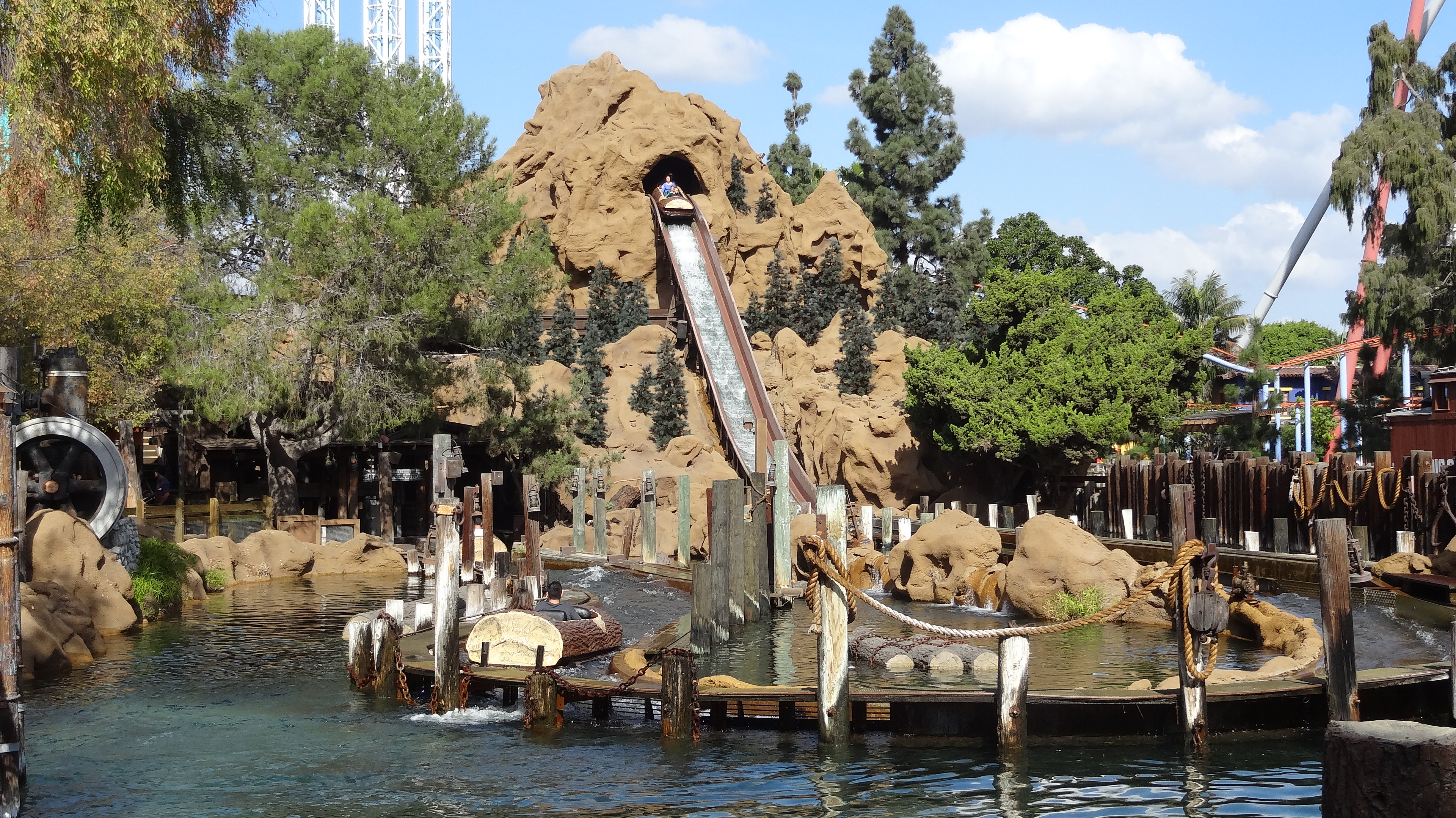
Timber Mountain Log Ride

### Les autres attractions
| Nom de l'attraction                      | Type                         | Constructeur                       | Année |
| ---------------------------------------- | ---------------------------- | ---------------------------------- | ----- |
| Knott's Bear-y Tales: Return to the Fair | Parcours scénique interactif | Triotech                           | 2021  |
| Supreme Scream                           | Turbo Drop                   | S&S Worldwide                      | 1998  |
| Dragon Swing                             | Bateau à bascule             | Chance Manufacturing Company, Inc. | 1980  |
| Rip Tide                                 | Top Spin                     | Huss Rides                         | 2004  |

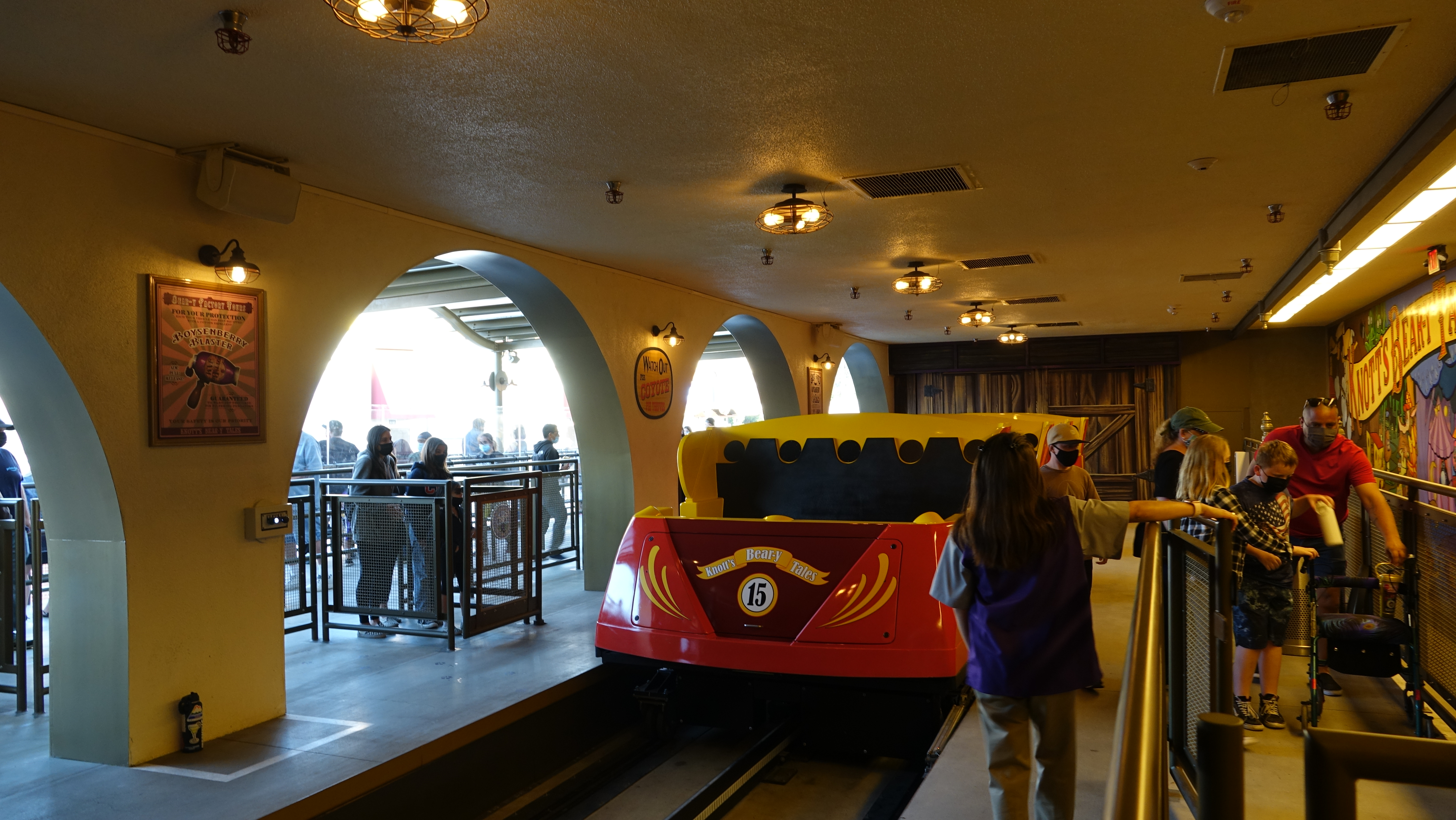
Knott's Beary Tales Return To The Fair
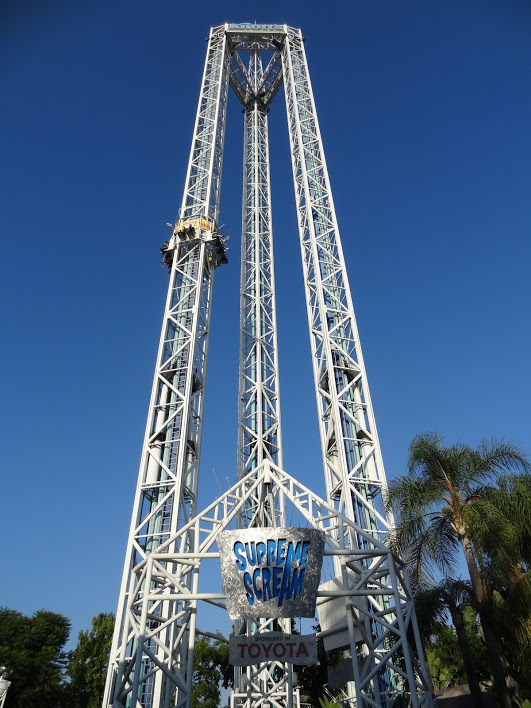
Supreme Scream

### Anciennes attractions
| Nom                    | Type                                                   | Constructeur     | Ouverture       | Fermeture        |
| ---------------------- | ------------------------------------------------------ | ---------------- | --------------- | ---------------- |
| Boomerang              | Montagnes russes navette Boomerang                     | Vekoma           | 1990 le 6 avril | 2017 le 23 avril |
| Corkscrew              | Montagnes russes assises                               | Arrow Dynamics   | 1975            | 1989             |
| Perilous Plunge        | Shoot the Chute                                        | Intamin          | 2000            | 2012             |
| Screamin' Swing        | Screamin' Swing                                        | S&S Worldwide    | 2004            | 2015             |
| Timberline Twister     | Montagnes russes junior                                | Bradley and Kaye | 1983            | 2023             |
| Wacky Soap Box Racers  | Montagnes russes assises Montagnes russes steeplechase | Arrow Dynamics   | 1976            | 1996             |
| Windjammer Surf Racers | Montagnes russes assises Wild Mouse Duel               | Togo             | 1997 le 26 mars | 2001 en juillet  |

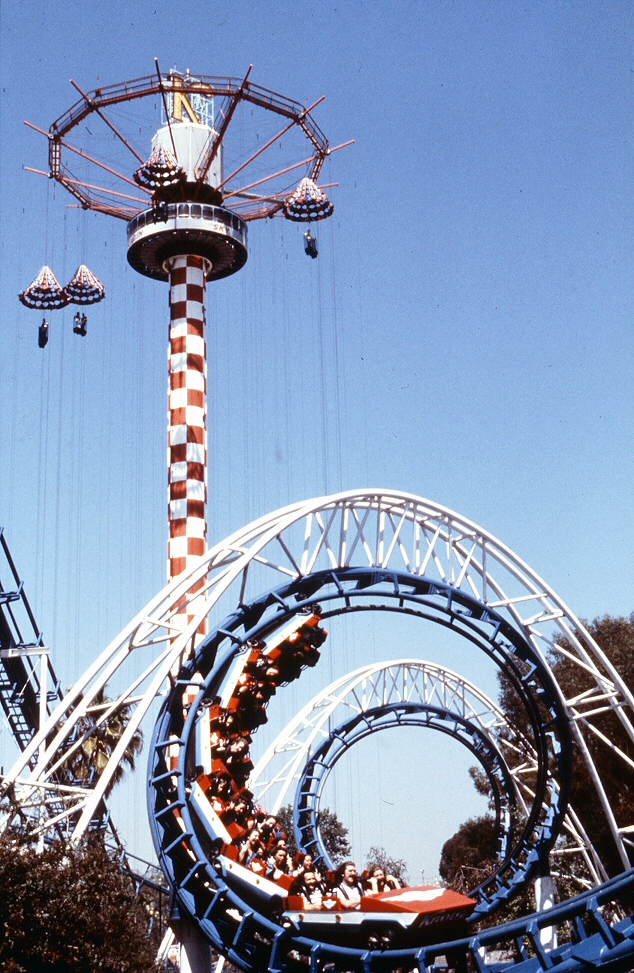
Corkscrew
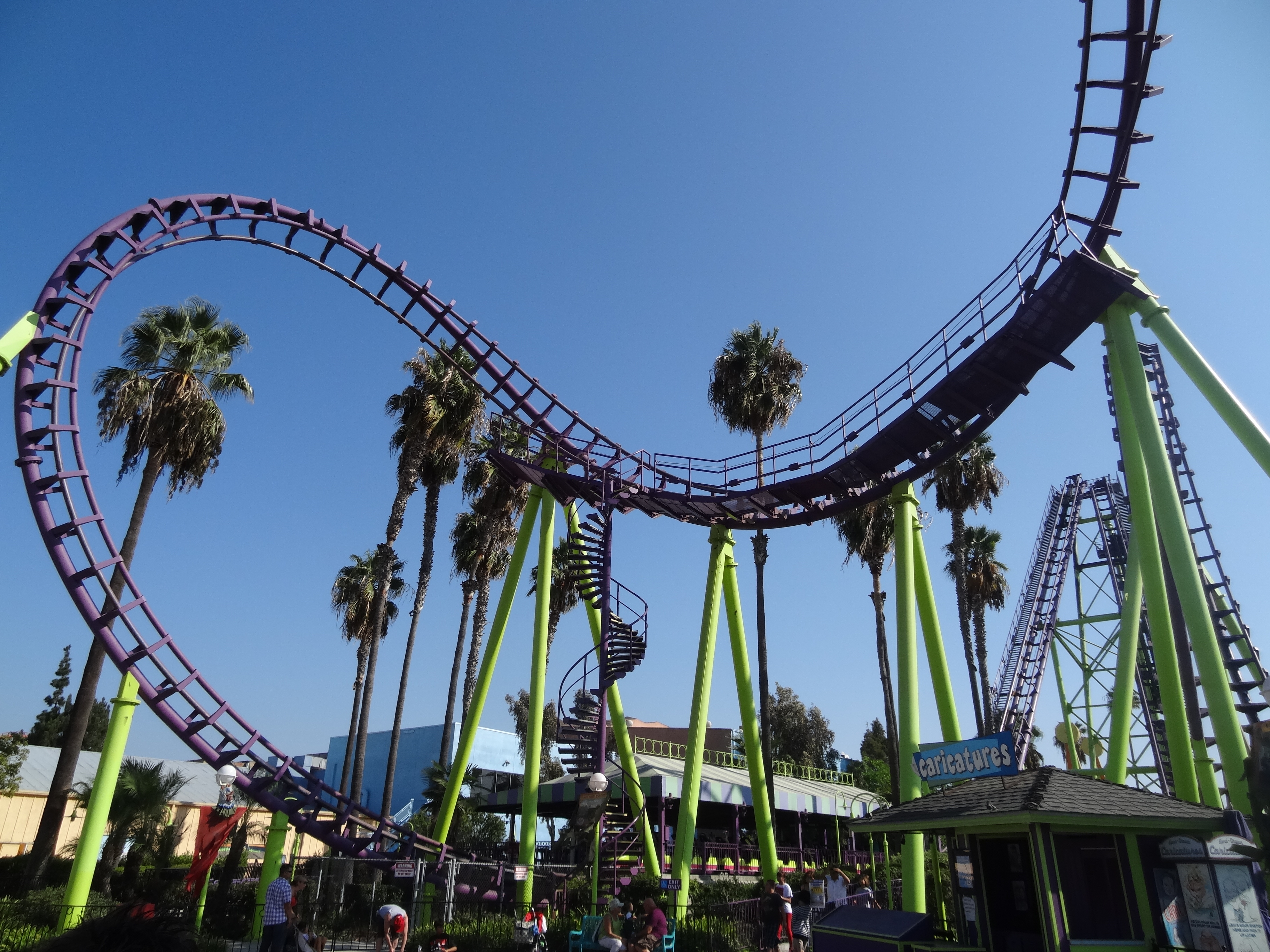
Boomerang
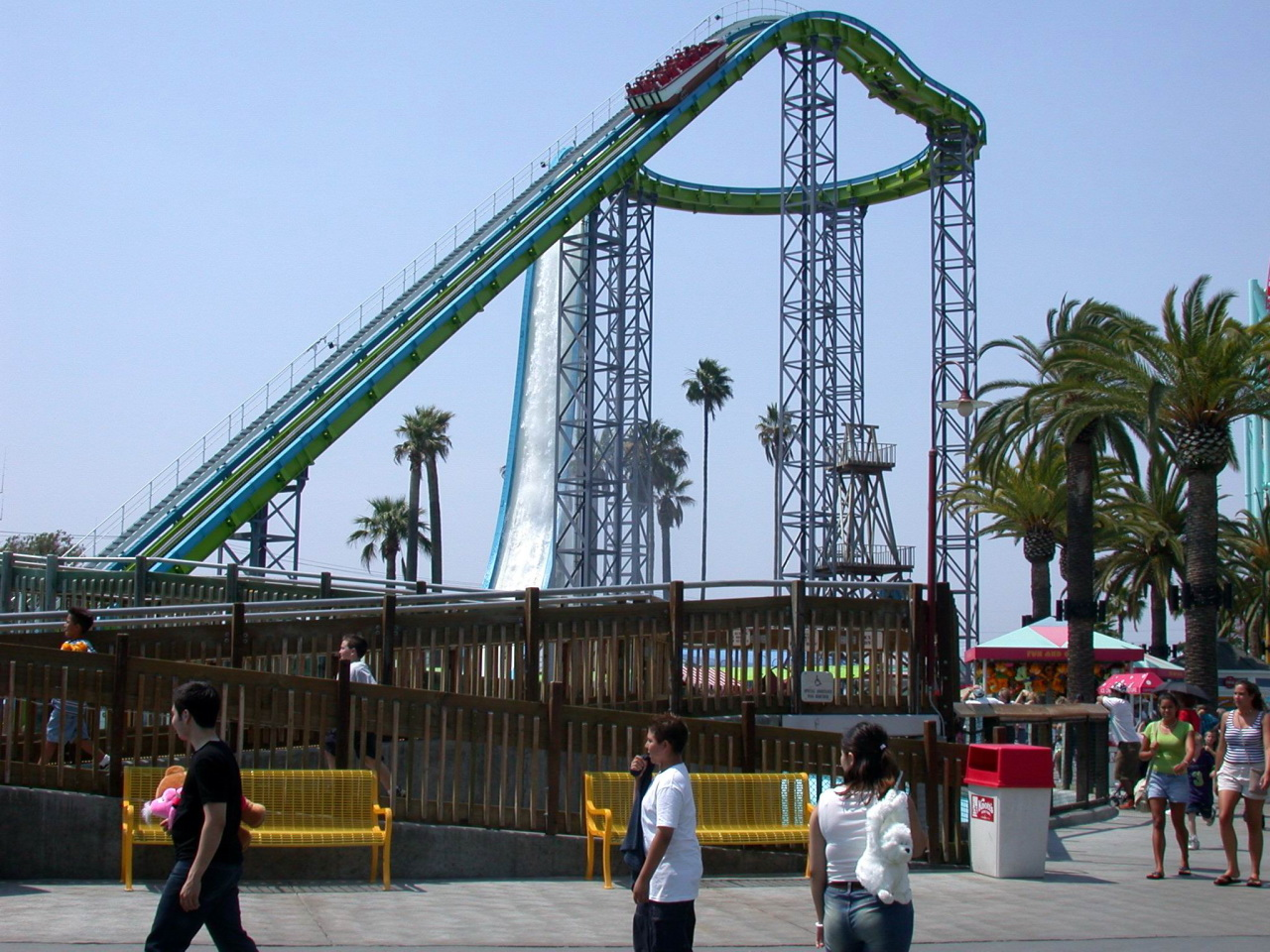
Perilous Plunge
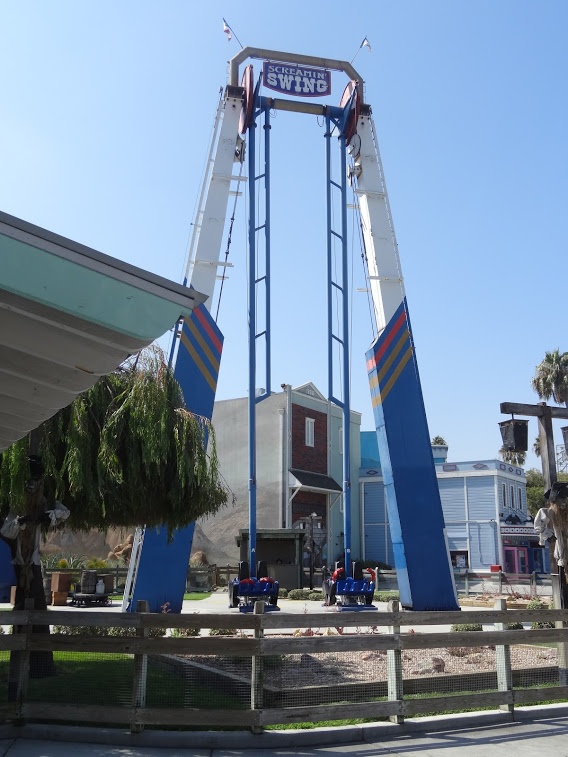
Screamin' Swing
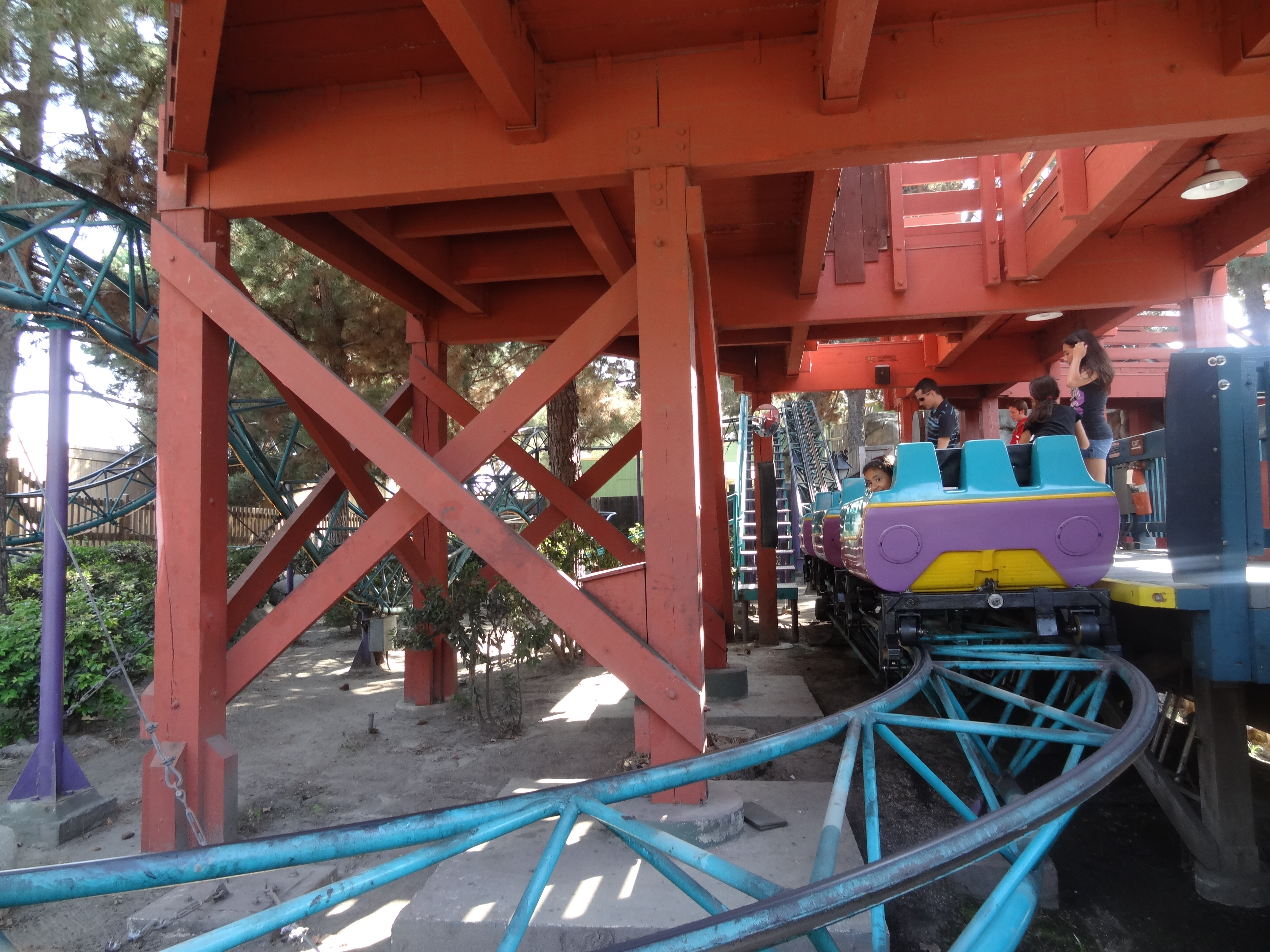
Timberline Twister